# Monti Žiguli
I monti Žiguli (in russo Жигулëвские горы?, Žigulëvskije gory, o semplicemente Жигули, pronuncia [ʐɨɡʊˈlʲi]) oppure alture Žiguli (in russo Жигулëвская возвышенность?, Žigulëvskaja vozvyšennost'), anche nella traslitterazione Zhiguli, sono una catena montuosa (in realtà si tratta più di colline che non di montagne vere e proprie) situate in Russia sulla riva destra del Volga, nei dintorni di Samara. Il nome deriva dalla cittadina di Žigulëvka (non più esistente), probabilmente chiamata così a sua volta da un abitante di nome Žegul'.

## Geografia e geologia
La parte settentrionale delle alture scende a picco sul Volga, mentre quella meridionale forma un vasto altopiano. I monti Žiguli sono un'importante risorsa di petrolio. Le cime sono perlopiù composte da sedimenti di dolomite e calcare e i versanti sono composti da rocce aerate risalenti al Permiano e al Carbonifero.